# Wheatland (hrabstwo Kenosha)
Wheatland – miasto w Stanach Zjednoczonych, w stanie Wisconsin, w hrabstwie Kenosha.